# Torrubiella
Genre
Torrubiella est un genre de champignons entomopathogènes ascomycètes (Fungi) de la famille des Clavicipitaceae. Ses espèces parasitent le corps d'Araignées et de Cochenilles. Ce genre regroupe des espèces au stroma produisant des spores sexué ne présentant pas de pied. Cette forme sexuée dite téléomorphe s'oppose à la forme asexuée dite anamorphe. Or, il s'avère que ce regroupement est polyphylétique, c'est-à-dire qu'il présente plusieurs ancêtres, ce qui n'est pas cohérent. Une proposition de le démanteler au profit des genres Gibellula, Akanthomyces et Hevansia a été faite en 2017, sans véritablement faire consensus.

## Systématique

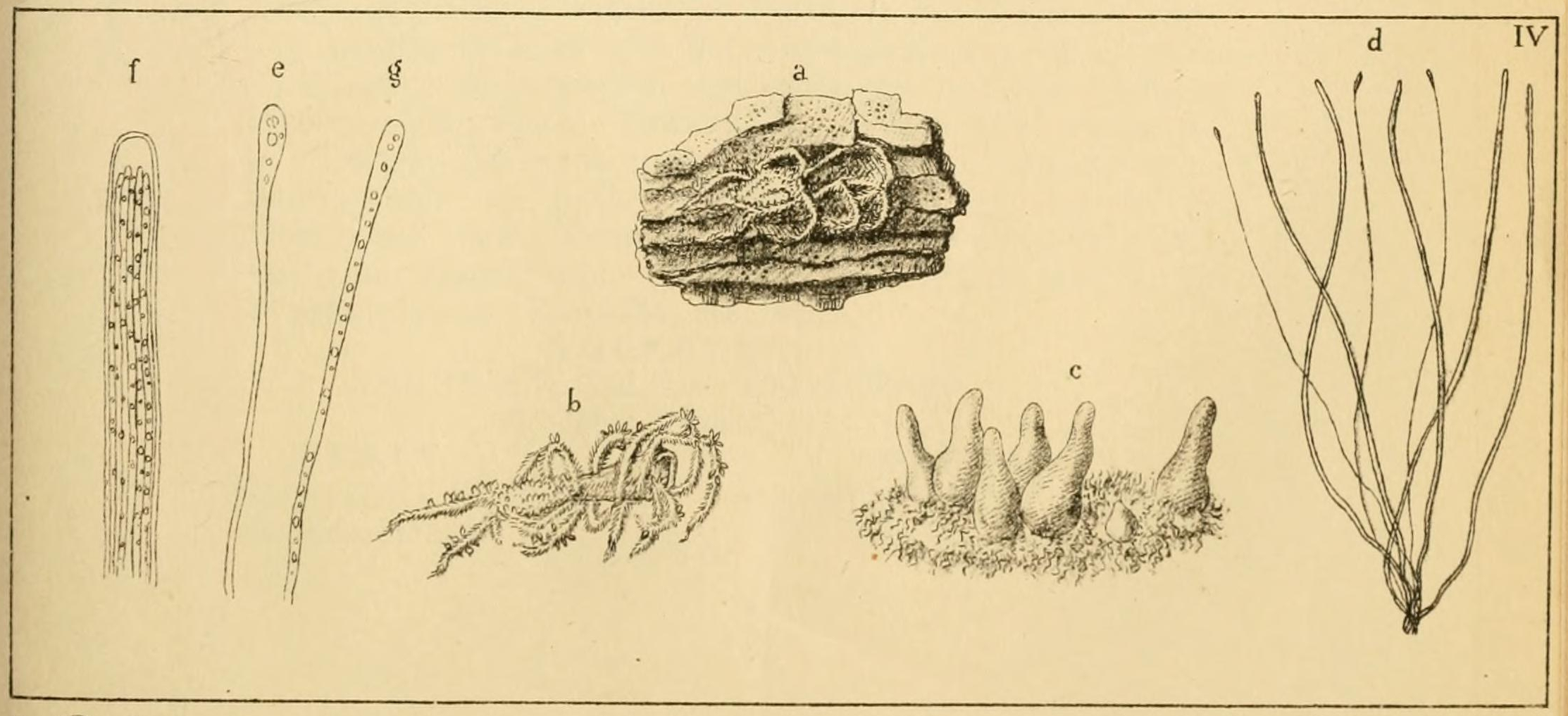
Illustration de l'espèce type Torrubiella aranicida (Boudier, 1885).

Les espèces du genre Torrubiella, comme les membres de la famille des Clavicipitaceae, sont des pathogènes qui possèdent des asques cylindriques, épaissis à l'apex et des ascospores filiformes, qui dans de nombreuses espèces se désarticulent en spores partielles. Torrubiella se différencie de sa famille en étant un entomopathogène d'arthropodes stricte qui produit des périthèces superficiels sur un tapis lâche d'hyphes nommé subiculum. Le stroma, s'il est présent, est fortement réduit et ne présente pas de stipe. Cette caractéristique est reliée au fait que ses hôtes seraient trop petit pour pouvoir fournir assez d'énergie pour produire un stroma complet. L'espèce type de Torrubiella est Torrubiella aranicida, un entomopathogène des araignées rarement récolté et mal connu. D'après MycoBank, Torrubiella compte environ 70 espèces en 2022. 
En raison de leurs similitudes morphologiques, Torrubiella est étroitement lié à Cordyceps sensu lato. Traditionnellement, leur différence repose principalement sur la présence de stipe en plus des périthèces chez Cordyceps et son absence chez Torrubiella. Cependant, ces stratégies écologiques semblent être apparues plusieurs fois au cours de l'évolution car ce caractère est aussi absent chez Cordyceps comme Cordyceps tuberculata et Cordyceps coccidioperitheciata.
Une étude phylogénétique de 2008 a démontré que le genre Torrubiella dans son sens large était polyphylétique et comprenait des espèces membres des familles des Clavicipitaceae, Cordycipitaceae et des Ophiocordycipitaceae. Afin d'éclaircir la situation, de nombreuses espèces ont été transférées dans les genres Cordyceps, Conoideocrella, Orbiocrella et Ophiocordyceps. En 2008, Torrubiella reste encore un groupe polyphylétique, c'est-à-dire que ses espèces ont plusieurs ancêtres.
En 2017, le genre Torrubiella est démantelé au profit des genres Gibellula, Akanthomyces et Hevansia. Son espèce type, Torrubiella aranicida, n'est pas synonymisée en l'absence de preuves moléculaires, elle se rapprocherait morphologiquement d'Akanthomyces. Cependant, même si les recombinaisons proposées par cette étude ont été acceptées, le genre Torrubiella n'a pas formellement été synonymisé et reste correct selon MycoBank (25 mai 2022) et Index Fungorum (25 mai 2022) alors que d'autres appellent à plus d'études pour confirmer cette position.

## Genres asexués associés
Ce genre est exclusivement téléomorphe, c'est-à-dire qu'il regroupe des formes sexuées, les formes anamorphes associées, c'est-à-dire asexuées, sont incluses dans neuf genres : Gibellula, Granulomanus, Akanthomyces, Pseudogibellula, Paecilomyces, Hirsutella, Lecanicillium, Simplicillium et Verticillium. Les trois premiers sont exclusifs à Torrubiella tandis que les autres sont partagés avec Cordyceps. 
Selon le principe « « un champignon, un nom » établit par le code international de nomenclature de Melbourne mis en œuvre en 2012, une espèce de champignons ne devrait porter qu'un nom unique quel que soit le stade exprimé. La priorité étant donné théoriquement au nom le plus ancien, le genre Torrubiella devrait être le nom correct. Cependant, la décision attend une cohérence phylogénétique,.

## Impact parasitaire

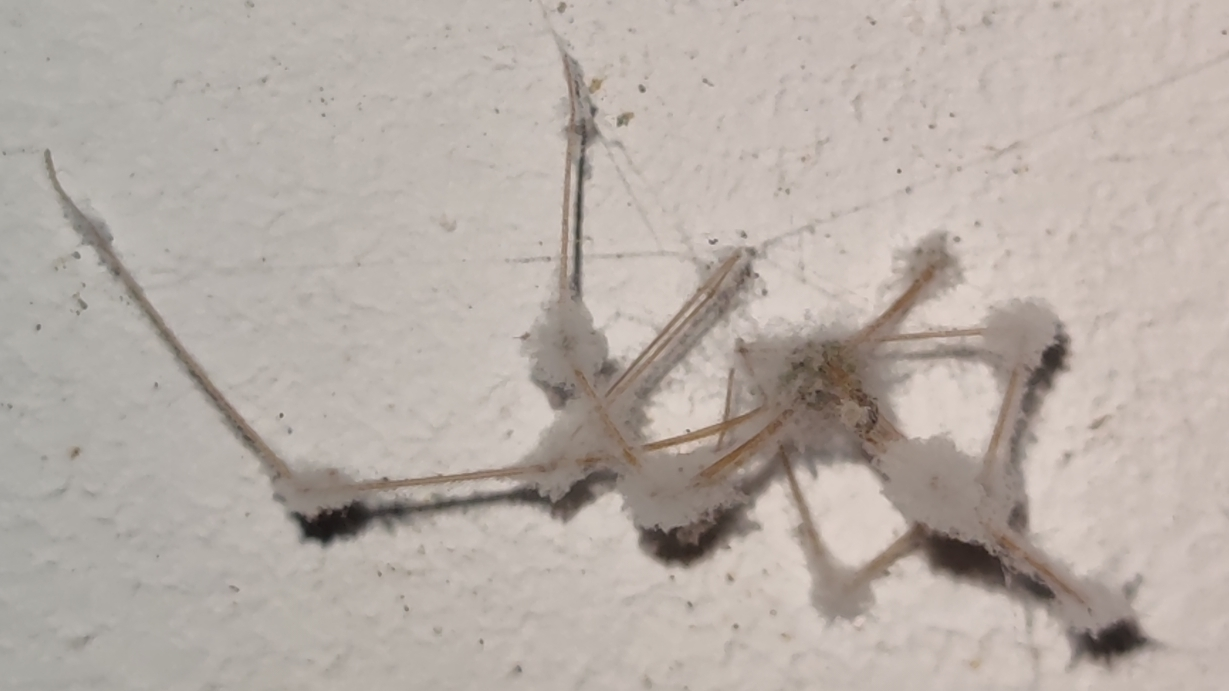
Torrubiella pulvinata parasitant un Pholque (Creuse, France).

Les espèces de Torrubiella infectent une large gamme d'arthropodes, mais sont principalement des entomopathogènes d'araignées et de Cochenilles, chacune d'entre elles étant inféodée à un ordre ou une famille d'hôtes particuliers. Cependant, les hôtes sont souvent difficiles à identifier au niveau du genre ou de l'espèce, de sorte que le degré de spécificité de ces champignons est mal connu. 
Torrubiella parasite essentiellement deux familles de Cochenilles, les Coccidae et les Diaspididae et plus marginalement les Aleyrodidae. A priori, l'hôte primaire est la femelle adulte en raison de son comportement stationnaire et grégaire. Cependant, dans de nombreux cas tels Torrubiella tenuis, l'hôte est presque complètement détruit et l'identification définitive au-delà de "cochenille" n'est pas possible. 
26 espèces de Torrubiella sont des pathogènes d'araignées. Parmi elles, la première espèce connue est T. aranicida associée à Isaria cuneispora. T. albolanata associée à Cylindrophora aranearum, T. pulvinata associée à Spicaria pulvinata et T. falklandica sont d'autres espèces arachnopathogènes. T. pulvinata est spécifique aux Pholques et T. gonylepticida, associé à Spicaria longipes, aux Opilons. Presque toutes les espèces de Torrubiella parasites d'araignées sont décrites du Japon
La spécificité d'hôte des genres anamorphes varie considérablement entre Gibellula restreint aux araignées, en particulier les espèces d'araignées sauteuses (Salticidae), et Paecilomyces ou Akanthomyces associés à au moins six ordres d'arthropodes différents. 

## Ensemble des espèces
Liste des espèces selon MycoBank (25 mai 2022), pondérée par l'étude de Johnson et al. (2008). Les recombinaisons proviennent de Kepler et al. (2017) :
- Torrubiella alba Petch, 1931
- Torrubiella alboglobosa Kobayasi & Shimizu, 1982
- Torrubiella albolanata Petch, 1944
- Torrubiella albotomentosa Petch, 1944
- Torrubiella arachnophila (J.R. Johnst.) Mains, 1950 
  - recombiné en Gibellula arachnophila (Ditmar) Vuill. 1910
- Torrubiella aranicida Boud., 1885
- Torrubiella aurantia Kobayasi & Shimizu, 1982
- Torrubiella barda Petch, 1922
- Torrubiella blattae Petch, 1941
- Torrubiella brunnea Keissl., 1909
- Torrubiella brunneola Sawada, 1914
- Torrubiella clavata Samson & H.C. Evans, 1992 
  - recombiné en Gibellula clavata Samson & H.C. Evans, 1992
- Torrubiella colombiana Kobayasi, 1982
- Torrubiella confragosa Mains, 1949
- Torrubiella cordyceps (Lloyd) Dingley, 1953
- Torrubiella corniformis Kobayasi & Shimizu, 1982
- Torrubiella dabieshanensis B. Huang, M.Z. Fan & Z.Z. Li, 1998 
  - recombiné en Gibellula dabieshanensis B. Huang et al., 1998
- Torrubiella dimorpha Tzean, L.S. Hsieh & W.J. Wu, 1998 
  - recombiné en Gibellula dimorpha Tzean et al., 1998
- Torrubiella ellipsoidea Kobayasi & Shimizu, 1982
- Torrubiella falklandica O'Donnell, Common & Imshaug, 1977
- Torrubiella farinacea Kobayasi & Shimizu, 1982
- Torrubiella flava Petch, 1924
- Torrubiella formicarum Samson, Reenen & H.C. Evans, 1989
- Torrubiella formosana Kobayasi & Shimizu, 1982
- Torrubiella fusiformis Kobayasi & Shimizu, 1981
- Torrubiella gibellulae Petch, 1932 recombiné en Gibellula aranearum P. Syd. 1922
- Torrubiella globosa Kobayasi & Shimizu, 1982
  - recombiné en Gibellula globosa Kobayasi & Shimizu, 1982
- Torrubiella globosoides Kobayasi & Shimizu, 1982
- Torrubiella globosostipitata Kobayasi & Shimizu, 1982
  - recombiné en Gibellula globosostipitata Kobayasi & Shimizu, 1982
- Torrubiella gonylepticida (Möller) Petch, 1937
- Torrubiella hemipterigena Petch, 1931
- Torrubiella inegoensis Kobayasi & Shimizu, 1982
- Torrubiella iriomoteana Kobayasi & Shimizu, 1982
- Torrubiella lecanii J.R. Johnst., 1918
- Torrubiella leiopus (Mains) Kobayasi & Shimizu, 1977
  - recombiné en Gibellula leiopus (Vuill. ex Maubl.) Mains, 1950
- Torrubiella liberiana Mains, 1949
- Torrubiella lloydii (Mains) Rossman, 1977
- Torrubiella longissima Kobayasi & Shimizu, 1982
- Torrubiella mammillata Kobayasi & Shimizu, 1982
- Torrubiella minuta Kobayasi & Shimizu, 1982
- Torrubiella minutissima Lagarde, 1917
- Torrubiella miyagiana Kobayasi & Shimizu, 1982
- Torrubiella neofusiformis Kobayasi & Shimizu, 1982
- Torrubiella oblonga Kobayasi & Shimizu, 1982
- Torrubiella ochracea Pat., 1906
- Torrubiella ooaniensis Kobayasi & Shimizu, 1982
- Torrubiella pallida Kobayasi & Shimizu, 1982
- Torrubiella paxillata Petch, 1937
- Torrubiella piperis J.F. Bisch. & J.F. White, 2004
- Torrubiella plana Hirok. Sato, S. Ban, Masuya & Hosoya, 2010
- Torrubiella pseudogibellulae Samson, Reenen & H.C. Evans, 1989
- Torrubiella psyllae Sawada, 1914
- Torrubiella pulchra (Mains) Koval, 1984
  - recombiné en Gibellula pulchra Cavara, 1894
- Torrubiella pulvinata Mains, 1949
- Torrubiella ratticaudata Humber & Rombach, 1987
- Torrubiella rhynchoticola (Möller) Kobayasi, 1982
- Torrubiella rokkiana Kobayasi & Shimizu, 1982
- Torrubiella rosea Kobayasi & Shimizu, 1982
- Torrubiella rostrata (Henn.) Sacc., 1905
- Torrubiella rubra Pat. & Lagerh., 1893
- Torrubiella ryogamimontana Kobayasi & Shimizu, 1982
- Torrubiella ryukyuensis Kobayasi & Shimizu, 1982
- Torrubiella sericicola Höhn., 1909
- Torrubiella siamensis Hywel-Jones, 1995
- Torrubiella sphaerospora Samson, Reenen & H.C. Evans, 1989
- Torrubiella sublintea
- Torrubiella superficialis Kobayasi & Shimizu, 1982
- Torrubiella tomentosa Pat., 1892
- Torrubiella wallacei H.C. Evans, 2001